# مجدولين
مجدولين أو تحت ظلال الزيزفون (بالفرنسية: Sous les tilleuls)‏ هي رواية من الأدب الرومانسي للكاتب ألفونس كار عرَّبها الأديب مصطفى لطفي المنفلوطي. وهي قصة تقرأ من صفحات الحياة المؤثرة نسجها ألفونس كار فأبدع ترجمتها مصطفى المنفلوطي ليطلع القارئ العربي على هذا العمل الذي يجمع بين سمتي الأدب العالمي والأدب الغربي، والأدب العربي بعباراته ومعانيه المعبرة وذلك من خلال أسلوب المنفلوطي.

## فحوى الرواية
تدور أحداث القصة في ألمانيا بين شاب (استيفن) ينحدر من عائلة غنية وفتاة قروية (ماجدولين)، أما الشاب فقد تخلت عنه عائلته وطردته لأنه لم يتزوج الفتاة التي إختارها له والده، وأما الفتاة (ماجادولين) فهي فتاة حضرية وهي وحيدة والدها الذي كان لا يتوانى عن تلبية جميع رغباتها.
تدور قصة حب طاهرة بين الشاب والفتاة، ترك هذا الحب العذري آثاره على أشجار ومقاعد حديقة المنزل، الذي عاش فيه بطل هذه القصة وذلك بعد أن استأجر استيفن غرفة كانت فارغة في الطابق العلوي في منزل والد ماجدولين. وبعد فترة يكتشف والد ماجدولين هذا الحب، فيخبر استيفن بأن عليه أن يغادر الغرفة، وهنا تبدأ معاناة الطرفين، يأخذ كل من ماجدولين واستفن عهدا على الآخر، بأن يكافحا لأجل حبهما وأن يبذلا المستحيل لكي يكونا معا، ينتقل استيفن إلى مدينة أخرى وسرعان ما يلمع نجمه بالموسيقى والعزف، أما ماجدولين فتتعرف على شاب كان أحد أصدقاء استيفن الأعزاء، ولا تزال تتقرب منه محبة باستيفن حتى يقع في هواها وهنا تبدأ الضغوط من صديقتها ووالدها للزواج منه كونه ابن عائلة غنية وعريقة.
في هذه الأثناء يعود استيفن إلى حبيبته، ليخبرها بأنه استطاع أخيرا أن يبني لها البيت ذو الغرفة الزرقاء التي لطالما حلما به، ولكنه يجدها على أعتاب الزواج من أحد أعز أصدقائه، الذي كان قد قاسمه في يوم من الأيام قطعة الخبز، يصعق استيفن لهول الخبر ويهيم على وجهه حتى تثقل كاهله الألام والأمراض فيغدو طريح الفراش، تتحسن حالته تدريجيا بفضل صديق له ويحاول أن ينسى ماجدولين، فيعكف على الموسيقى والتلحين حتى يغدو من أشهر نجوم ألمانيا في وقتها. تتطور الأحداث بشكل سريع فتفقد ماجدولين زوجها وأعز صاحباتها، ولا يبقى لها ولرضيعتها سوى استيفن الذي يحمل لها بين جوانحه حبا جما لطالما حاول أن يتناساه، تلجأ إليه فيفتح ذراعيه لها ولكنه يستذكر كيف أنها تركته وتزوجت صاحبه، فينهرها لشدة إحساسه بالغدر والخيانة، وفي اليوم التالي تنتحر ماجدولين غرقا في البحيرة القريبة من منزل استيفن، وتبوء محاولات استفن لإنقاذها بالفشل، فتسود الدنيا في عينيه وتلاحقه عقدة الذنب بأنه السبب في موت حبيبته فلا يزال على حاله من الهم والحزن حتى يلحق بها، ويوصي بأن ترث ابنة ماجدولين نصف مايملك وصديقه فرتز النصف الآخر، وأن يدفن مع ماجدولين في نفس القبر. وهكذا انتهت حياة هذا الرجل العظيم الذي قتل الحبُ جسدَه، ولكنه أحيا نفسه وسجّلها في سجل النفوس الخالدة.

## اقتباسات من رواية مجدولين[2]
- فأي مقدور من المقدورات تضيق به قوة الله وحكمته؟ وأي عقل من العقول الإنسانية يستطيع أن يبدع في تصوراته وتخيلاته الذهنية فوق ما تبدع يد القدرة في مصنوعاتها واثارها؟ وهل الصور والخيالات التي تمتلئ بها أذهاننا وتموج بها عقولنا إلا رسوم ضئيلة لحقائق هذا الكون وبدائعه، ولو أن سامعا سمع وصف منظر الشمس عند طلوعها، أو مهبط الليل عند نزوله، أو جمال غابة من الغابات، أو شموخ جبل من الأجبال، ثم رأى بعد ذلك عيانا ما كان يراه تصورا وخيالا، لعلم أن جمال الكائنات فوق جمال التصورات، وحقائق الموجودات فوق هواتف الخيالات؛ لذلك أعتقد أني ما تخيلت هذه السعادة التي أقدرها لنفسي إلا لأنها كائن من الكائنات الموجودة، وأنها اتية لا ريب فيها.
- لا رذيلة في الدنيا غير رذيلة الفشل، وكل سبيل يؤدي إلى النجاح فهو سبيل الفضيلة، وما نجح الناجحون في هذه الحياة إلا لأنهم طرقوا كل سبيل يؤدي إلى نجاحهم فاقتحموه غير متذممين ولا متلومين، وما سقط الساقطون فيها إلا لأنهم تأثموا وتحرجوا وأطالوا النظر والتفكير، وقالوا: هذا حلال وهذا حرام.
- من هم الذين يملكون الدور والقصور، والضياع الواسعة، والرباع الحافلة، والذين تموج خزائنهم بالذهب موج التنور باللهب؟ أليسوا اللصوص والمجرمين الذين يسمون أنفسهم ويسميهم الناس سراة ووجوها؟
- من هم الذين يسهرون الليل طاويين لا يطرق النوم أجفانهم، ويقضون أيامهم هائمين على وجوههم، يفتشون عن الرزق في كل مكان فلا يظفرون منه باللقمة أو الجرعة إلا إذا أراقوا في سبيلها محجما من دماء قلوبهم؟ أليسوا الأشراف والفضلاء الذين يسميهم الناس ويسمون أنفسهم معهم رعاعا وغوغاء؟
- إن الذي غرس في قلبي هذه الآمال الحسان لا يعجز عن أن يتعهدها بلطفه وعنايته حتى تخرج ثمارها، وتتلألأ أزهارها، وإن الذي أنبت في جناحي هذه القوادم والخوافي لا يرضى أن يهيضني ويتركني في مكاني كسيرا لا أنهض ولا أطير، وإن الذي سلبني كل ما يأمل الآملون في هذه الحياة من سرور وغبطة، ولم يبق لي منها إلا حلاوة الأمل ولذته لأجل من أن يقسو علي القسوة كلها فيسلبني تلك الثمالة الباقية التي هي ملاك عيشي، وقوام حياتي.
- إن اليوم الذي أشعر فيه بخيبة آمالي، وانقطاع حبل رجائي، يجب أن يكون اخر يوم من أيام حياتي، فلا خير في حياة يحياها المرء بغير قلب، ولا خير في قلب يخفق بغير حب.
- وكان طلبة المدرسة في شأننا قسمين: هازئ لا يزال يسخر بنا، وراحم لا يزال يتوجع لنا، ودمعة الراحم كابتسامة الساخر، كلاهما يؤلم النفس ويملؤها غصة وأسى.
- قلبي نار الحب الشعري الجميل الذي لا تقنع المرأة من الرجل بدونه، ولا تأنس منه بشيء سواه، ونار الحب إن لم يتعهدها متعهدها بالتأريث والتأجيج فترت وانفثأت واستحالت جمرتها إلى رماد، والحب كالطائر لا حياة له إلا في الغدو والرواح، والتغريد والتنقير، فإذا طال سجنه في قفص القلب تضعضع وتهالك، وأحنى رأسه يائسا، ثم قضى.
- الغيرة دخان الحب، فإذا انطفأت ناره انقطع دخانه.
- ولما لم أجد في الناس من أحبه وأصطفيه أحببت نفسي وحريتي واصطفيتهما واثرتهما على كل شيء في العالم، فلا أحتمل أن أرى من ينازعني فيهما، أو يغالبني عليهما.
- لا يفهم لغة القلب غير القلب ولا يشعر بسر النفس غير النفس.
- أن هذا الفضاء على سعته وانفراج ما بين أطرافه أضيق في عيني من كفة الحابل، وأن منظر العالم قد استحال إلى شيء غريب لا أعرفه ولا عهد لي بمثله.
- أنني ما ذهبت بعيدا، ولا طلبت مستحيلا، فكل ما أطمع فيه من جمال هذا العالم وزخرفه رفيق انس بقربه وجواره، وأجد لذة العيش في الكون معه، والسكون إليه.
- ولا أزال ألمس صدري بيدي لأعلم أين مكان قلبي من أضلاعي مخافة أن يكون قد طار سرورا بتلك السعادة التي هي كل ما يتمنى المخير أن يكون.
- قال: ما كنت محسنا قبل اليوم، ولكنه الحب يملأ القلب رحمة وحنانا، ويصغر في عينيه عظائم الأمور وجلائلها، ويوحي إليه أفضل الأعمال وأشرفها.
- عفو الحياة خير من مجهودها، والسعادة كالزهرة لا تزال ناضرة ما قنع رائيها منها بمنظرها وأريجها، فإذا جاوز ذلك إلى لمسها والعبث بها ذبلت وذوت وذهب جمالها ورواؤها.
- كن كما تشاء، وعش كما تريد، فستنقضي أيام شبابك وستنقضي بانقضائها أمانيك وأحلامك، وهنالك تنزل من سمائك التي تطير فيها إلى أرضي التي أسكنها، فنتعارف بعد التناكر، ونتواصل بعد التقاطع، ونلتقي كما كنا.
- إن الذين يعرفون أسباب الامهم وأحزانهم غير أشقياء؛ لأنهم يعيشون بالأمل ويحيون بالرجاء، أما أنا فشقية؛ لأني لا أعرف لي دواء فأعالجه، ولا يوم شفاء فأرجوه.
- واطلب السعادة إن أردتها بين أحضان الطبيعة وأعطافها، وفي كل ما يحمل بساط الأرض وتظلل قبة السماء، فالطبيعة أم حنون تضم بين ذراعيها أولادها البؤساء المحزونين فتمسح همومهم عن صدورهم، ودموعهم عن ماقيهم، وتملأ قلوبهم غبطة وهناء.
- إن جميع ما يصيب المرء في حياته من بؤس وشقاء ليس الذنب فيه على القدر، بل على قصور الإنسان وجهله.

## وصلات خارجية
- نسخة لكتاب مجدولين على موقع مؤسسة هنداوي للتعليم والثقافة
- آراء القراء حول رواية مجدولين  على موقع أبجد